# Biblioteca de la Facultad de Odontología de la Universidad de Buenos Aires
La BIblioteca Profesor Doctor José Arce de la Facultad de Odontología de la Universidad de Buenos Aires es una biblioteca universitaria de carácter público especializada en Odontología, ubicada el barrio de Recoleta en la Ciudad Autónoma de Buenos Aires. Posee una colección de 71.000 volúmenes entre los que se incluyen libros, revistas, tesis, trabajos científicos y obras de referencia, y tiene como misión organizar y brindar servicios de información específicos para la formación, docencia, investigación y práctica clínica de los alumnos, docentes, investigadores y directivos de la Facultad a la que pertenece. 

## Historia
La Biblioteca comienza a funcionar en la Facultad de Odontología en junio de 1952, luego de independizarse de la Biblioteca de la Facultad de Medicina, ya su colecciones estaban unificadas. Desde 1955 hasta mediados de la década del sesenta sufre diversos traslados y mudanzas, tanto de su colección como servicios, dentro y fuera de la Facultad. En 1966 se ubica en el primer subsuelo (donde se encuentra actualmente) y las autoridades dan comienzo a unas obras que culminaron en la inauguración en 1971 de instalaciones modernas con sectores y servicios adecuadamente definidos. El primer director a cargo fue el odontólogo Pascual Florio y lo sucedió el bibliotecario Pablo Dalmacio Parodi desde 1956 hasta 1984. En 1968 la Biblioteca es bautizada con el nombre “Profesor Dr. José Arce”, en honor al reconocido médico, odontólogo y político, por Resolución del Decano Adolfo Tamini. En la década de los noventa se comienzan a informatizar los catálogos en fichas y a automatizar los servicios, y en el año 2002 el sector fue remodelado nuevamente con la arquitectura y estética que lo caracterizan actualmente.

## Colección
La colección de la Biblioteca está referida principalmente al área de Odontología y a los contenidos generales de Medicina que se dictan en las diversas cátedras. Se incluyen además en la colección bibliografía de Educación y Bibliotecología para consulta y capacitación del personal de la institución. El ordenamiento en el estante está organizado bajo la Clasificación de Black para literatura odontológica y la Clasificación Decimal Universal para otros temas. Se coleccionan documentos en español, inglés, portugués, francés, alemán e italiano. El acervo se compone por más de 31.000 títulos de libros, tesis, trabajos científicos (monografías, informes, proyectos, trabajos de adscripción), congresos y revistas en soporte impreso, a lo que se suma una amplia gama de accesos a recursos digitales arancelados y gratuitos, disponibles en su sitio web. El mismo incluye, además, contenidos de utilidad para el aprendizaje y la investigación, seleccionados y evaluados por personal calificado. 

## Servicios
Entre los servicios que se brindan se incluyen: préstamos en sala y a domicilio, sala de computación con acceso a Internet, orientación en materia bibliográfica para alumnos de grado, búsquedas de información científica y provisión de artículos para alumnos de posgrado y docentes. El sitio web contiene información institucional, acceso al Catálogo en línea y a múltiples fuentes de información de la especialidad disponibles en la web organizados por categorías. El sector de Hemeroteca almacena, organiza y pone a disposición de los usuarios para su consulta revistas impresas y electrónicas, tesis y obras de referencia (de Odontología y especialidades de Ciencias de la Salud afines). El personal del área también brinda un servicio de Referencia especializada in situ y virtual. El área de Procesos Técnicos se aboca a la selección y adquisición (compra, donación y canje), catalogación y clasificación de los documentos, así como de su preparación física para el estante y gestión de la preservación. En materia de control bibliográfico regional, la Biblioteca coopera con los Catálogos Colectivos de Libros, Revistas y Tesis del Sistema de Bibliotecas e Información de la Universidad de Buenos Aires, y con el Centro Nacional de ISSN perteneciente al Centro Argentino de Información Científica y Tecnológica (CAICYT). En cuanto a la formación de usuarios, la Biblioteca está implementando actualmente un programa de Visitas Guiadas programadas, y brinda talleres de capacitación en uso de la Biblioteca y fuentes de información de la especialidad para distintas cátedras de la Facultad en forma sistemática desde el año 2011. A partir del análisis sistemático de los servicios y la formación de usuarios han surgido diversos esfuerzos de investigación en curso sobre necesidades de información de los usuarios.